# Leinde
Leinde ist ein südwestlicher Stadtteil von Wolfenbüttel, Niedersachsen (Deutschland).

## Geographie
Leinde liegt im Osten der Hildesheimer Börde, am nordwestlichen Rand des Oderwalds in unmittelbarer westlicher Nachbarschaft zur kreisfreien Stadt Salzgitter. Es befindet sich zwischen der B 248 im Westen und der A 36 im Osten. Die Bahnstrecke Braunschweig-Salzgitter-Bad durchzieht den westlichen Rand des Ortes. Benachbarte Ortschaften sind, von Nordwesten beginnend im Uhrzeigersinn: Adersheim, Cramme, Salzgitter-Barum und Salzgitter-Immendorf.

## Geschichte
Die erste urkundliche Erwähnung von Leinde als „Lenethe“ stammt aus dem Jahr 1078.
Die Kirchenbücher beginnen in der Mitte des 17. Jahrhunderts und sind anfangs lückenhaft.
Die neuere Geschichte des Ortes ist eng mit der der Reichswerke Hermann Göring und ihrer Nachfolger verknüpft. Von 1941 bis ins Frühjahr 1944 wurden bis zu 2.000 weibliche und männliche Ostarbeiter sowie zivile ausländische Arbeiter und Kriegsgefangene in den Baracken im KZ-Außenlager Watenstedt/Leinde untergebracht. Eine Gedenktafel für die Opfer des KZ-Außenlagers befindet sich an der B 248 ungefähr gegenüber der ehemaligen Ortszufahrt.
Seit seiner Eingemeindung, die am 1. März 1974 in Kraft trat, ist der Ort der westlichste Stadtteil Wolfenbüttels. Eine Chronik des Ortes erschien im Jahr 2010.

## Politik

### Ortsrat
Der Ortsrat, der Leinde vertritt, setzt sich aus fünf Mitgliedern zusammen. Die Ratsmitglieder werden durch eine Kommunalwahl für jeweils fünf Jahre gewählt.
Bei der Kommunalwahl 2021 ergab sich folgende Sitzverteilung:
| Ortsrat 2021Insgesamt 5 Sitze - SPD: 1 - Grüne: 1 - CDU: 3 |

### Ortsbürgermeister
Ortsbürgermeister ist Edward Krüger (CDU).

### Wappen
Im Leinder Wappen sind vier verschiedene Elemente dargestellt: in der Mitte der sich von oben nach unten – beziehungsweise Ost nach West – ehemals längs durch den Ort schlängelnde Brückenbach. In der linken Hälfte auf blauem Grund drei Weizenähren – ein Hinweis auf die große Fruchtbarkeit des Bodens, auf dem anspruchsvolle Kulturen wie Weizen und Zuckerrüben angebaut werden können (der Ort liegt in der Braunschweig-Hildesheimer Lössbörde). Auf der rechten Seite auf rotem Grund ist oben ein silberner Hostienbecher weiß dargestellt und schließlich unten zwei verschiedene gekreuzte Hämmer mit dem Kopf nach oben – Werkzeuge, mit denen Kalkstein aus dem ehemaligen Steinbruch am Oderwald für Baufundamente und andere Zwecke herausgeholt wurde, wie es in vielen den Wald umgebenden Orten üblich war.

## Kultur und Sehenswürdigkeiten
- Leinde ist ein typisches von seiner Hauptstraße geprägtes Straßendorf mit vorwiegend landwirtschaftlichem Erscheinungsbild und einigen größeren Bauernhöfen im Fachwerkstil.
- Die Evangelische Kirche „Petrus und Paulus“ gehört zum Pfarrverband „Salzgitters Norden“.[5] Mit den zwei Wetterfahnen und dem charakteristischen Walmdach ist sie das Erkennungszeichen des Dorfes.
- In der Alten Schule ist heute die Kindertagesstätte des Ortes untergebracht.

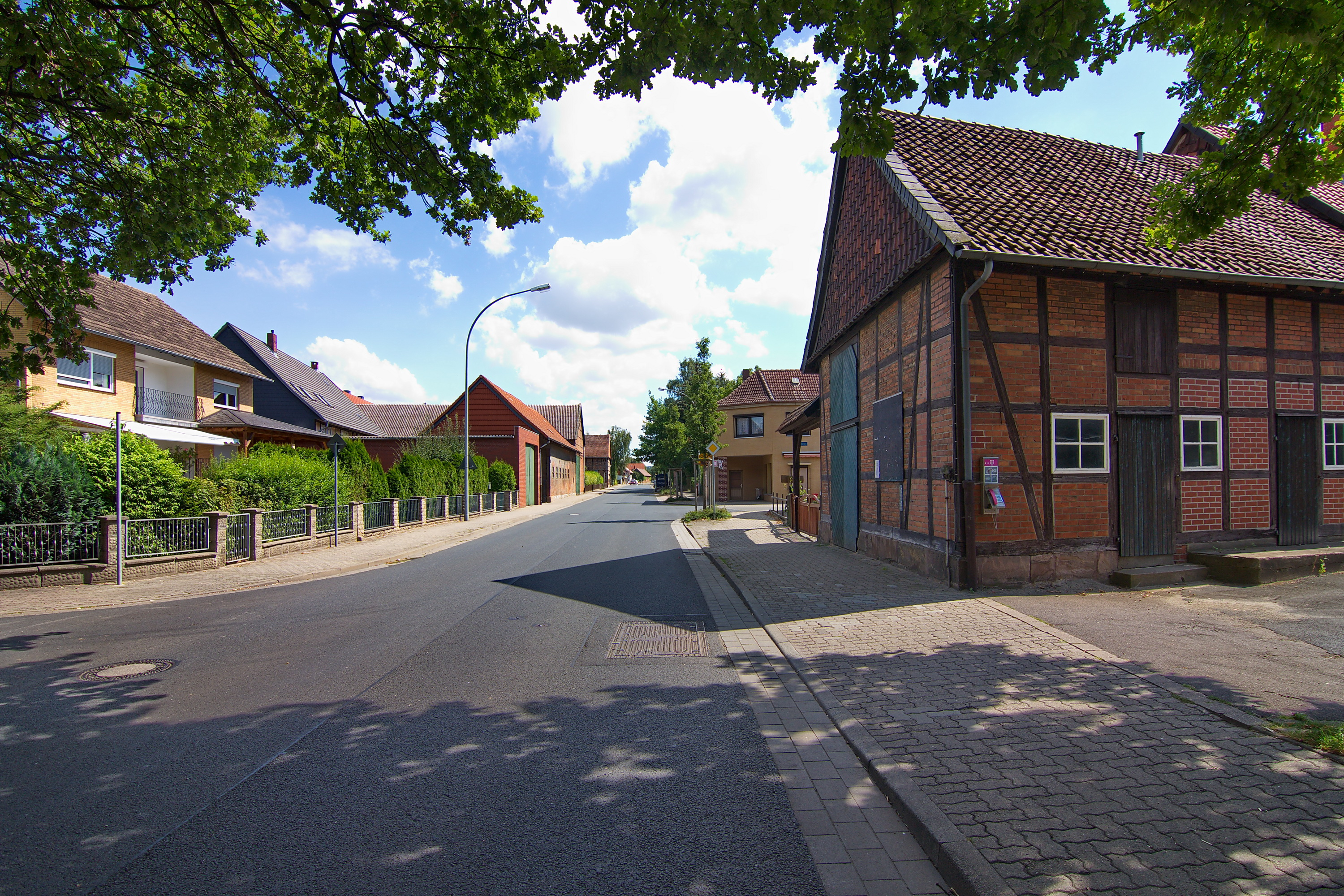
Ortsblick
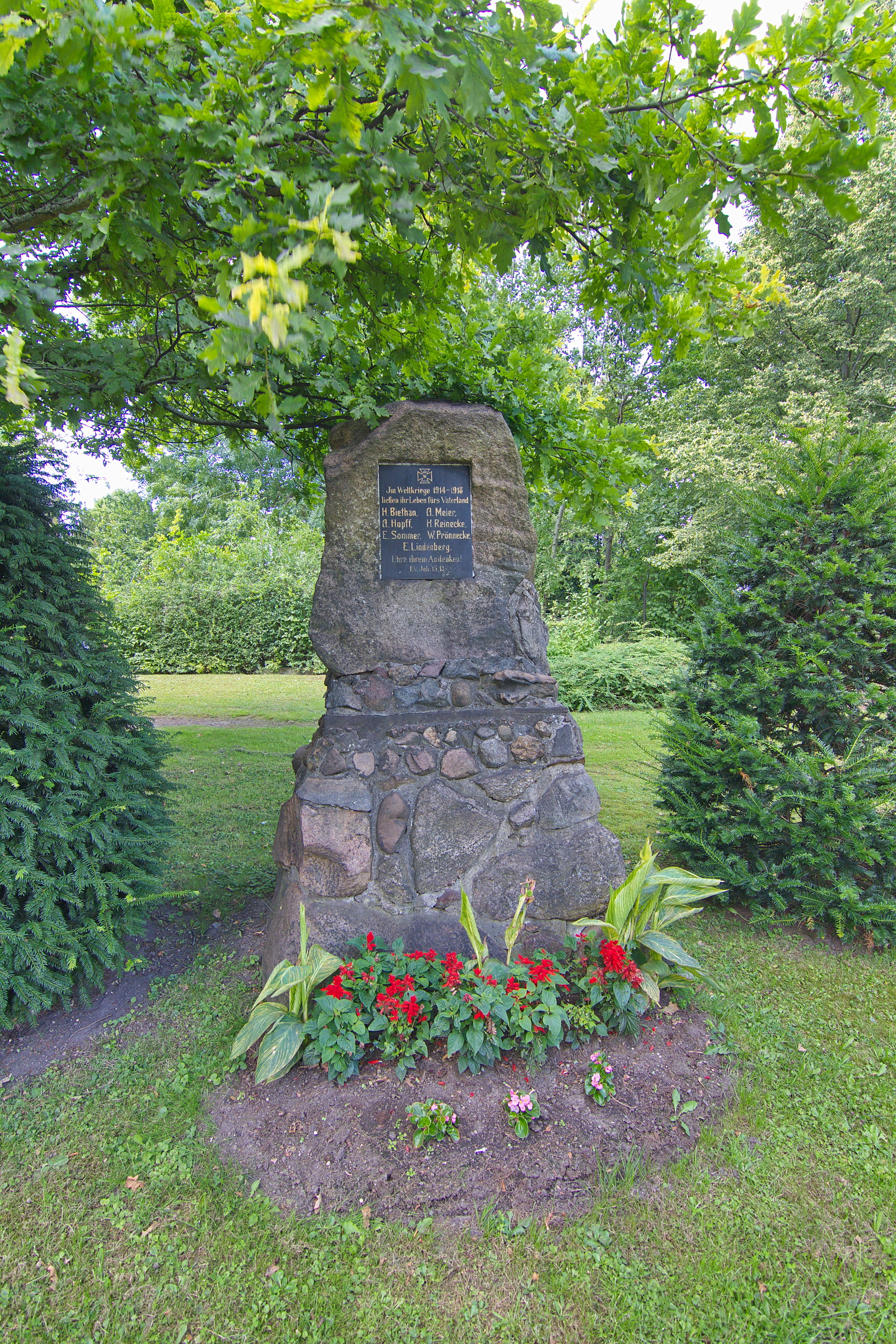
Kriegerdenkmal
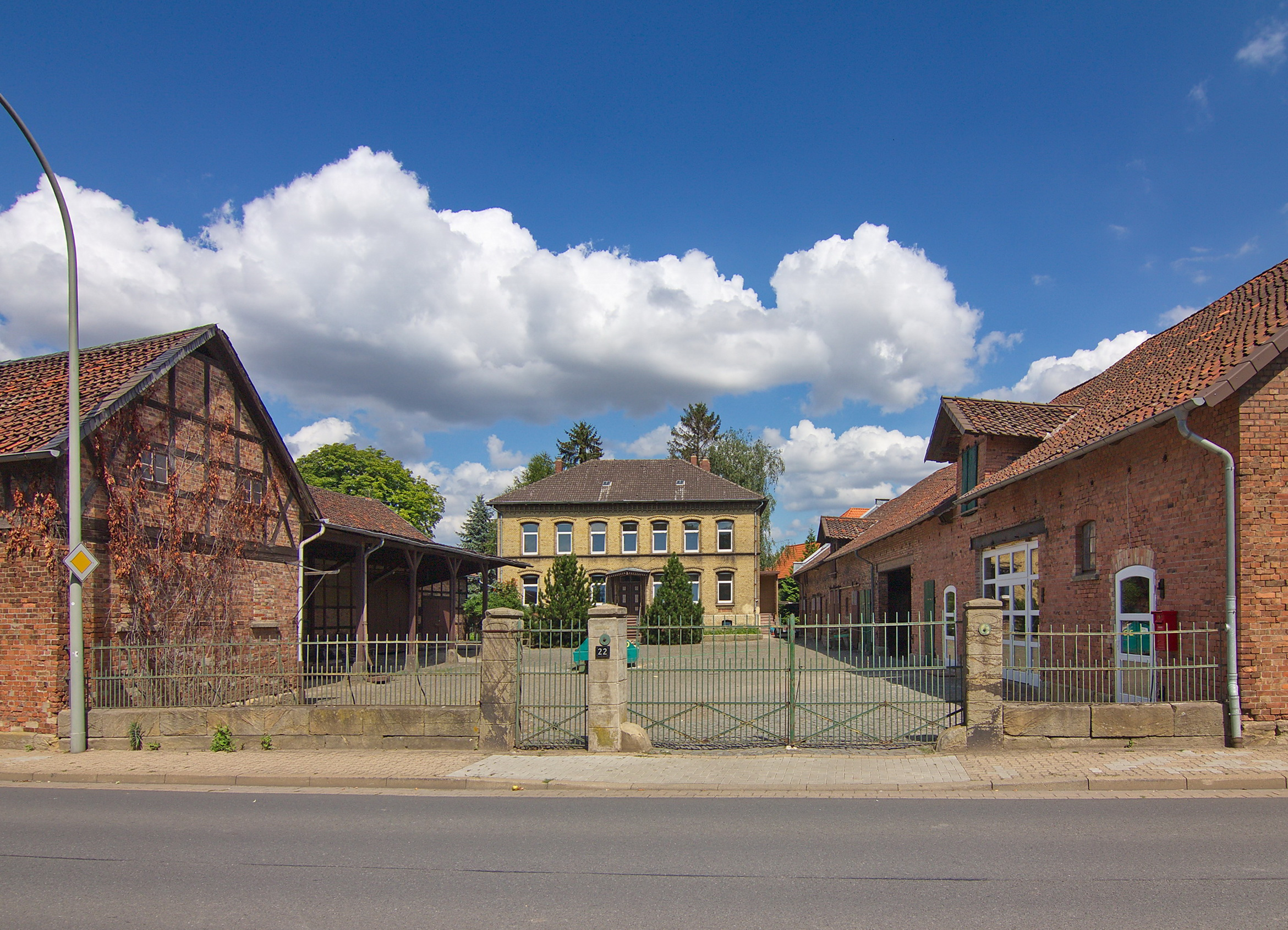
Hof in Leinde
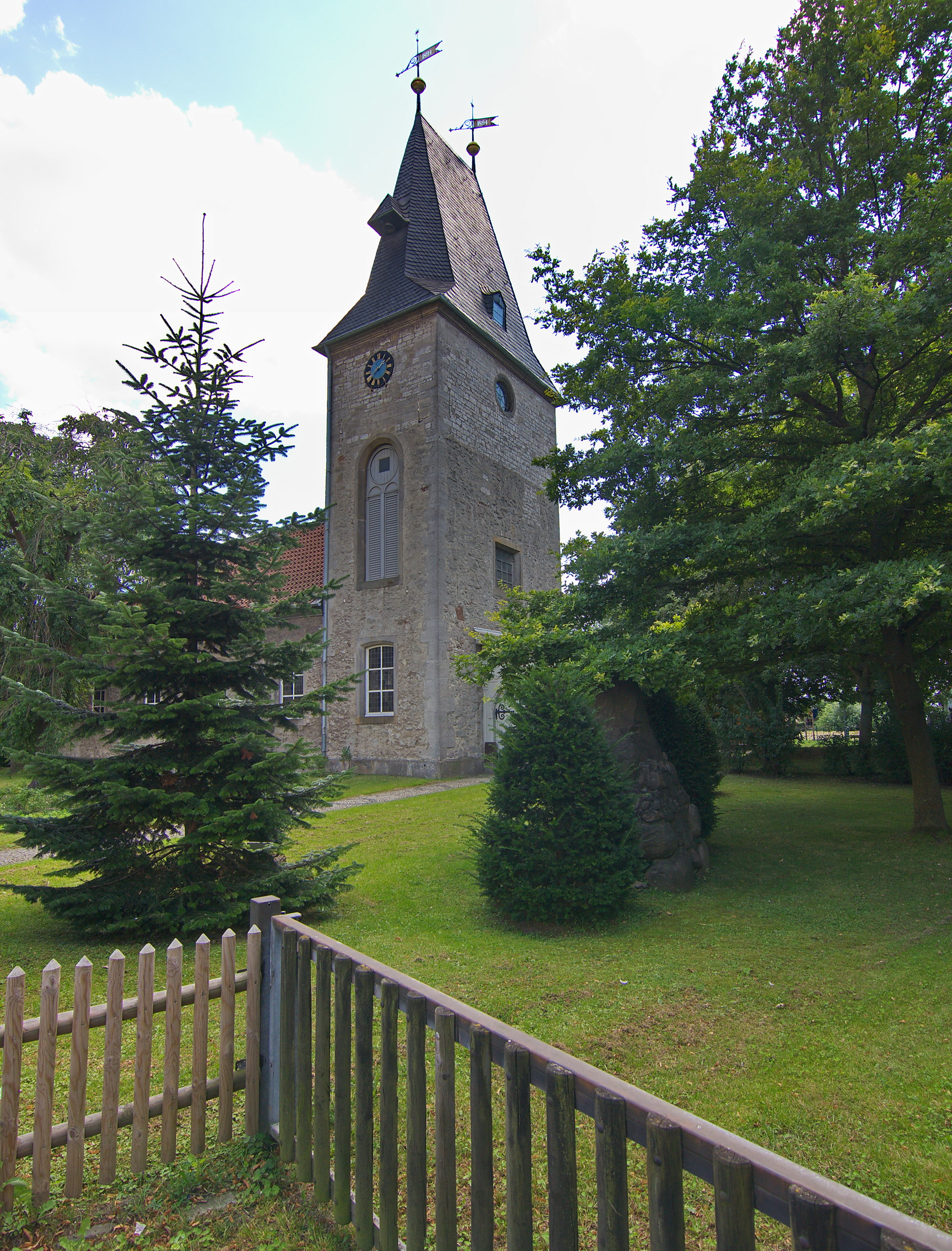
Dorfkirche mit dem Walmdach

Der größte Verein des Ortes ist der am 26. November 1946 gegründete Turn- und Sportverein Leinde e. V., der 2006 sein 60-jähriges Bestehen feierte. Außerdem besteht ein SPD-Ortsverein (Adersheim/Fümmelse/Leinde) und eine Freiwillige Feuerwehr sowie eine Jugendfeuerwehr. Zu einer regelmäßigen Einrichtung ist der so genannte „Dorf–Flohmarkt“ geworden, der zumeist im Frühjahr stattfindet.

## Wirtschaft und Infrastruktur
Neben den oben genannten Verkehrsanbindungen hat Leinde fünf Bushaltestellen (Abzweigung B 248, Crammer Straße, Friedhof, Hasseltrift, Ort), von wo aus Linienverkehr nach Wolfenbüttel, Salzgitter-Lebenstedt, Klein-Flöthe, Braunschweig oder Salzgitter-Bad führt.
Beschäftigungsmöglichkeiten bieten die sogenannte „Hütte“ (Salzgitter AG) sowie nahe gelegene Niederlassungen von MAN und VW.

## Persönlichkeiten
- Albert Schmid (* 1812 in Leinde; † 1891 in Braunschweig), Jurist und Oberlandesgerichts-Präsident
- Johannes Heepe (* 1885 in Leinde; † 1956 in Itzehoe), evangelisch-lutherischer Geistlicher
- Martin Heepe (* 1887 in Leinde; † 1961), Afrikanist